# Zonsverduistering van 21 september 1941

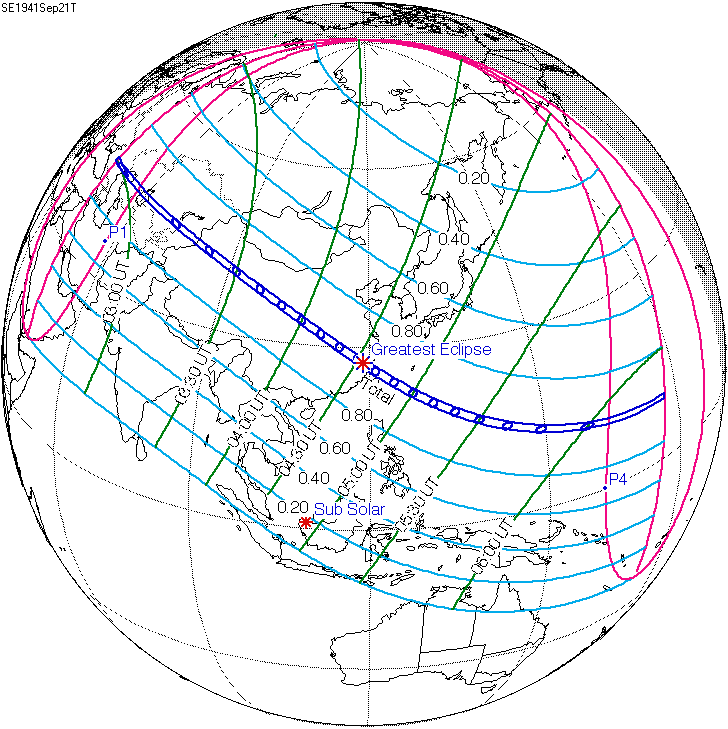
De zonsverduistering was te zien tussen de blauwe lijnen.

De totale zonsverduistering van 21 september 1941 trok veel over zee en land en was achtereenvolgens te zien op of in deze negen (ei)landen: Rusland, Kazachstan, Oezbekistan, Kirgizië, China, Taiwan, Japan, Marianen en Marshalleilanden.

## Lengte

### Maximum
Het punt met maximale totaliteit lag in China tussen de plaatsen Waitunxiang en Chengyuanxiang en duurde 3m21,7s.

### Limieten
| Fenomeen                    | Code | Tijdstip UTC  |
| --------------------------- | ---- | ------------- |
| Eerste contact bijschaduw   | P1   | 01:58:25.6 UT |
| Eerste contact kernschaduw  | U1   | 02:59:30.9 UT |
| Kernschaduw compleet vanaf  | U2   | 03:00:53.6 UT |
| Bijschaduw compleet vanaf   | P2   | Niet          |
| Maximum eclips              | GE   | 04:33:37.8 UT |
| Bijschaduw compleet t/m     | P3   | Niet          |
| Kernschaduw compleet t/m    | U3   | 06:06:31.1 UT |
| Laatste contact kernschaduw | U4   | 06:07:57.9 UT |
| Laatste contact bijschaduw  | P4   | 07:08:53.1 UT |